# Amecke

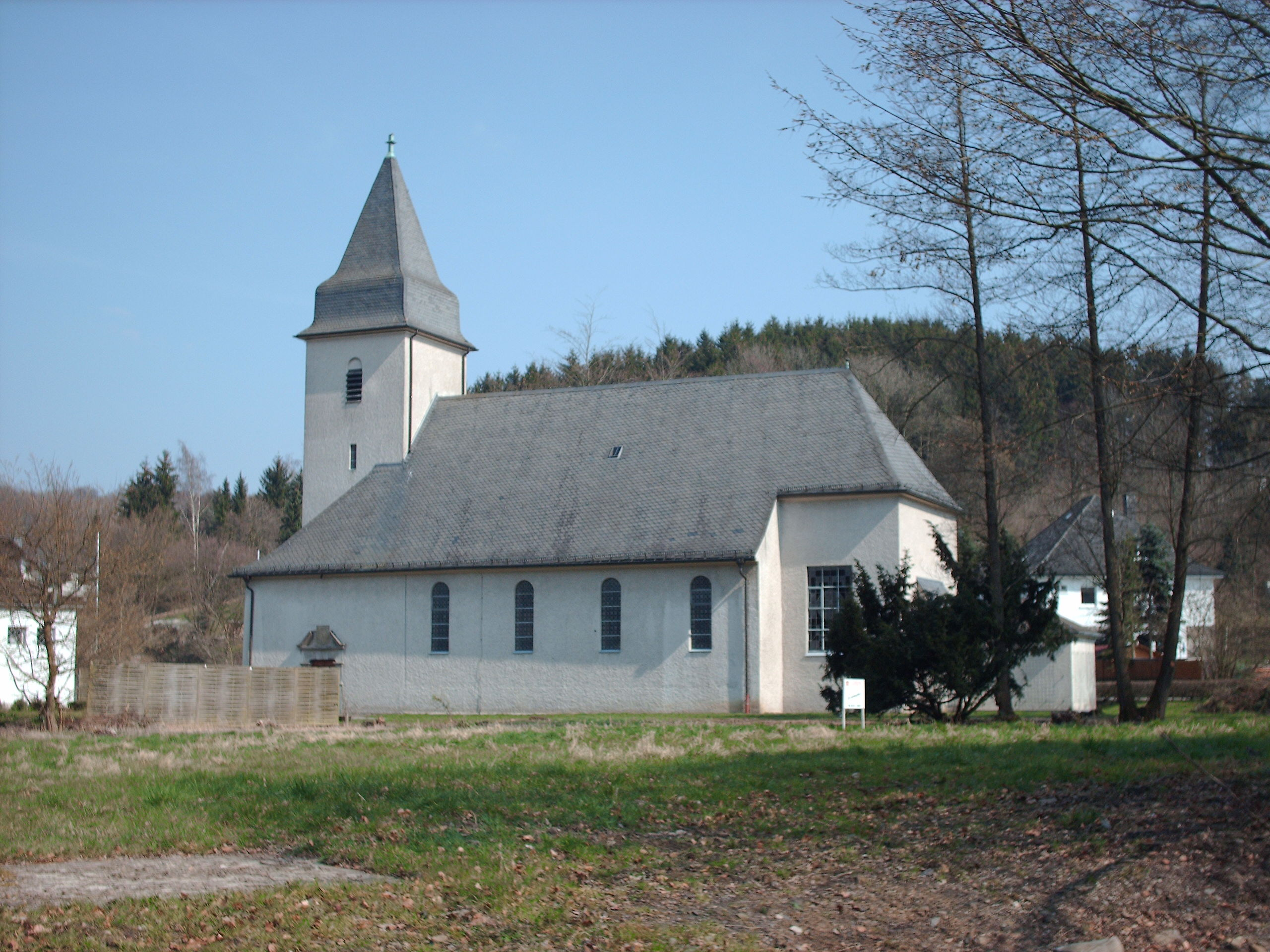
St. Hubertus

Amecke ist ein Ortsteil der Stadt Sundern (Sauerland) im Hochsauerland. Der Ort hat rund 1600 Einwohner und liegt am Südufer des Sorpesees.
Zu den Attraktionen des Orts zählen heute ein Golfplatz und das Herrenhaus Haus Amecke.

## Geschichte
Die Arnsberger Grafen besaßen hier einen Hofverband, der schon um 1155 erstmals erwähnt wurde. Die Gemeinde Amecke wurde am 1. Januar 1975 eingemeindet.
Die katholische St.-Hubertus-Kirche wurde 1718 gebaut und 1932 von einer Kapelle zur Kirche ausgebaut. Im Zweiten Weltkrieg wurde das Dach stark zerstört.
Als Ursprung des Ortes galt ein Gutshof, der 1165 erstmals urkundlich erwähnt wurde. Im Laufe der nächsten Jahre entstand ein weiteres Gut, aus dem das spätere  „Haus Amecke“  hervorging. 1338 ging dieser Hof an die Familie von Wrede über, in deren Besitz sich das jetzige Herrenhaus bis heute befindet.
Bis zum Beginn des 20. Jahrhunderts bestand der Ort neben dem „Haus Amecke“ und der Kapelle aus wenigen Gebäuden, zumeist Bauernhöfen. Zu den ältesten zählt das „Haus Koch“, das neben der Schützenhalle steht. Im 20. Jahrhundert wuchs die Bevölkerung Ameckes aufgrund der Ansiedlung von Gewerbebetrieben deutlich an, wodurch der Ort erweitert wurde und neue Siedlungen entstanden.
Nicht nur die Betriebe zogen immer mehr Menschen in das Sorpedorf – auch die zwischen 1926 und 1934 erbaute Staumauer wirkte wie ein Magnet. Jetzt leben in Amecke, das seit 1975 aufgrund § 6 Sauerland/Paderborn-Gesetz zur Stadt Sundern gehört, ca. 1800 Einwohner.

## Politik

### Wappen
| Wappen der ehemaligen Gemeinde Amecke | Blasonierung: Unter gewelltem, mit drei roten Rosen belegtem goldenem Schildhaupt in Rot zwei um ein freischwebendes goldenes Kreuz zum Geweih gestellte goldene Hirschstangen. Beschreibung: Das Kreuz und die Hirschstangen weisen auf die im Ort vorhandene Sankt-Hubertus-Kapelle hin. Die Rosen sowie die Farben Rot und Gold sind Kennzeichen der ortsansässigen adeligen Familie von Wrede. Die Wellen sollen die Sorpetalsperre symbolisieren, die im Gebiet der Gemeinde liegt. Die amtliche Genehmigung des Wappens erfolgte am 21. April 1961. |